# Pseudagrion fumipennis
Pseudagrion fumipennis là một loài chuồn chuồn kim trong họ Coenagrionidae.
Pseudagrion fumipennis được miêu tả khoa học năm 2008 bởi Polhemus, Michalski & Richards.